# Pont de corde de Carrick-a-Rede

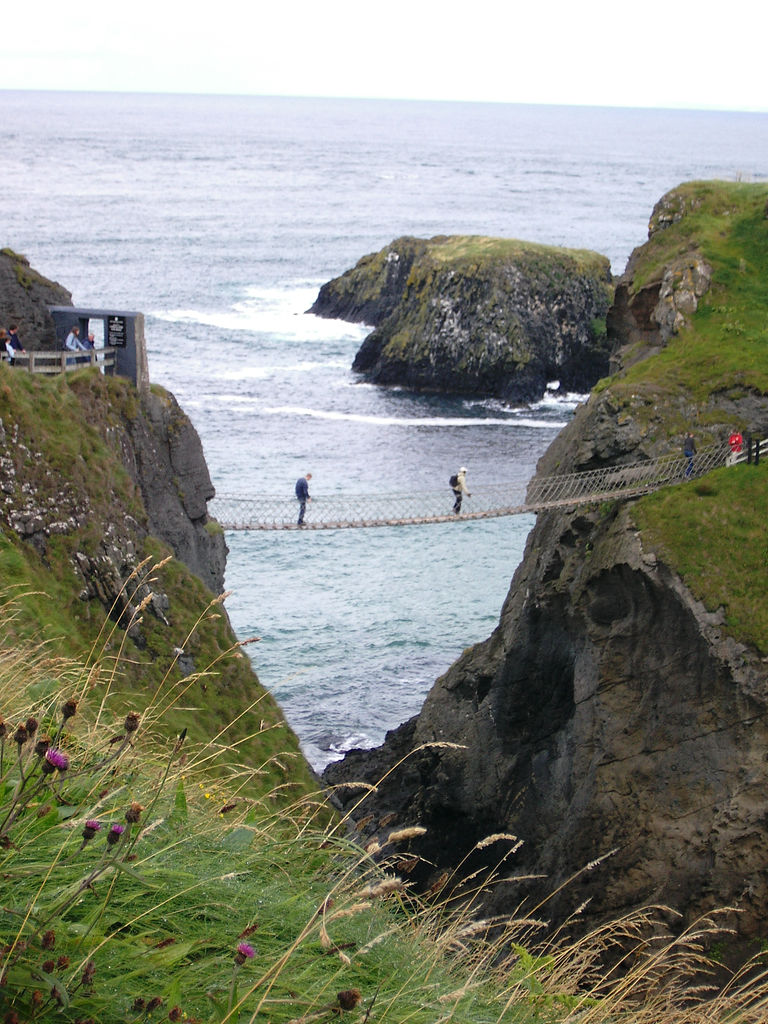
Pont de corde de Carrick-a-Rede (2005)

Le pont de corde de Carrick-a-Rede est un pont de corde près de Ballintoy, dans le Comté d'Antrim en Irlande du Nord.
Il était originellement utilisé par les pêcheurs de saumons migrateurs pour rejoindre l'île de Carrick. Comme le nombre de poissons a chuté, le pont n'est plus emprunté par les pêcheurs mais est devenu une attraction touristique, avec 227 000 visiteurs en 2007. Il est financé par la branche nord-irlandaise du National Trust britannique. Tous les ans, le pont est démonté en octobre/novembre et remonté en mars. Il mesure 20 mètres de long et est suspendu à 30 mètres au-dessus de la mer.

## Histoire
Le nom peut se traduire comme « le rocher sur la route » où le rocher désigne l'île et la route fait référence au trajet qu'empruntent les saumons pendant leur migration.
Depuis plus de 350 ans, le pont servait aux pêcheurs à rejoindre l'île, lieu de passage des saumons migrateurs.
La structure du pont a évolué au cours du temps. Le premier pont n'était constitué que d'une corde en guise de main courante et de planches largement espacées. Le dernier modèle (mis en place en 2004) est fait de cordages et de pins d'Oregon. Pour un coût de 16 000 £, il a considérablement amélioré la sécurité des visiteurs. Bien qu'aucun accident n'ait jamais été enregistré à Carrick-a-Rede, de nombreuses personnes ont dû être évacuées en bateau car elles étaient incapables de retraverser le pont.